# Alistair MacLeod
Pour les articles homonymes, voir MacLeod.
Alistair MacLeod, né le 20 juillet 1936 à North Battleford, Saskatchewan, Canada et mort le 20 avril 2014 à Windsor, Ontario, Canada, est un écrivain canadien de langue anglaise d'origine écossaise qui a eu une carrière de professeur à l'Université de Windsor en Ontario. Son œuvre, inspirée par les paysages et l'histoire de l'île du Cap-Breton sur la côte atlantique du Canada, est limitée à deux recueils de nouvelles et un roman ; elle est cependant reconnue comme marquante dans la littérature canadienne anglophone contemporaine. Un téléfilm - portrait d'Alistair MacLeod - a d'ailleurs été tourné en 2006 par une chaîne de télévision de Nouvelle-Écosse .

## Biographie
Alistair MacLeod a dix ans quand sa famille aux ancêtres Écossais quitte les plaines canadiennes et s'installe dans une ferme à Dunvegan, dans le comté d'Inverness sur l'île du Cap-Breton en Nouvelle-Écosse, sur la côte atlantique du Canada. Il a gardé des attaches profondes avec la Province de son enfance : durant l'été, il réside avec sa famille sur l'île du Cap-Breton où il écrit, inspiré par les paysages et l'histoire de ce territoire à la forte personnalité géographique.
Il poursuit des études à l'Université Saint-Francis-Xavier puis à l'Université du Nouveau-Brunswick avant d'obtenir son doctorat en 1968 à l'université Notre-Dame (Indiana). Il paye ses études en étant bûcheron, mineur, pêcheur pendant les vacances : il en nourrira ses écrits ultérieurs qui en tireront une forte authenticité.
Spécialiste de la littérature anglaise du XIXe siècle, il enseigne d'abord à l'université de l'Indiana à Bloomington puis à l'Université de Windsor en Ontario en tant que professeur d'anglais et d'écriture littéraire jusqu'à l'âge de la retraite.
Anglophone, il a publié deux recueils de nouvelles The Lost Salt Gift of Blood (1976) et As Birds Bring Forth the Sun and Other Stories (1986) avant de gagner la célébrité avec son premier (et unique) roman en 1999 No Great Mischief traduit dans de nombreuses langues (en français La perte et le fracas, éditions de l'Olivier, 2001). Ce roman a reçu de nombreux prix comme celui de la Canadian Authors Association Award for Fiction, le Trillium Award, le Thomas Head Raddall Award, le Dartmouth Book & Writing Award for Fiction, le Atlantic Provinces Booksellers Choice Award, et l'International IMPAC Dublin Literary Award 2001.
Ses quatorze nouvelles (complétées par deux autres) ont été regroupées et publiées en 2000 sous le titre Island. Une sélection de ses textes a été publiée en français en 2006 sous le titre Chien d'hiver (éd. de l'Olivier).
En 2007, Alistair MacLeod a été élevé au grade d'officier de l'Ordre du Canada.

## Regards sur l'œuvre
Inspiré par sa province natale de Nouvelle-Écosse,  Alistair MacLeod s'attache aux paysages et aux êtres ordinaires de cette région aux réalités puissantes dans ses nouvelles comme dans son roman No Great Mischief  (1999), publié en français sous le titre La perte et le fracas (éditions de l'Olivier, 2001) qui constitue son œuvre majeure.
Ce roman des origines que l'auteur ne veut cependant pas autobiographique, entrecroise la vie quotidienne  difficile d'une famille pauvre du Cap-Breton dans les années 1940/1960 (orphelins élevés par leurs grands-parents, les nombreux frères deviendront mineurs dans des mines d'uranium en Ontario à l'exception du narrateur, étudiant en dentisterie, qui les accompagne pendant un job d'été) et les souvenirs des émigrants écossais du clan MacDonald qui se nourrissent des drames d'une histoire individuelle (mort tragique des parents, engloutis sous la glace) et collective (guerres et misère des Highlanders et émigration à la fin du XVIIIe siècle).
Le roman à la narration éclatée est marqué par le sens historique d'un héritage ethnique, par la force de l'évocation des modes de vie (langue gaélique, chansons et musique populaire par exemple), par les paysages puissants de l'île du Cap-Breton avec ses tempêtes, ses falaises, son isolement, son climat rude, et par la sympathie de l'auteur pour les humbles et leurs souffrances.